# Immortal Ad Vitam
Immortal Ad Vitam (Immortel ad vitam) è un film di fantascienza animato e live action francese in lingua inglese, del 2004, diretto da Enki Bilal. La pellicola è ispirata alle graphic novel La fiera degli immortali e La donna trappola. Nel film recitano Linda Hardy, Thomas Kretschmann, Charlotte Rampling e Frédéric Pierrot.

## Trama
2095, una futuribile e sinistrata New York, popolata da esseri umani normali, umani geneticamente modificati e mutanti, subisce il giogo di una dittatura ed è divisa in tre zone stratificate.
Le condizioni ambientali a Central Park non sono più compatibili con la vita di un mortale ed il parco è quindi stato dichiarato "zona di intrusione" dove le persone che tentano di entrare vengono immediatamente uccise. Sopra il parco è apparsa una misteriosa piramide. All'interno, le divinità dell'antico Egitto stanno giudicando uno di loro: Horus, il dio con la testa di falco. Prima che egli perda la sua immortalità, gli sono accordati sette giorni sulla Terra (che corrispondono alla durata dell'ultimo battito del suo cuore).
Un gruppo di mutanti viene arrestato, tra cui una donna di nome Jill. Ella ha delle squame elettriche sul capo, gli organi interni deformi, e dopo la sua mutazione, i capelli blu e una anatomia umana. Nonostante il suo aspetto, Jill, ad un esame medico dimostra i tessuti come quelli di una neonata di tre mesi e ha alcune capacità soprannaturali che ella conosce solo in parte, tra cui quella di essere in grado di generare con un dio. Jill sfugge alle grinfie della Eugenetics Corporation, una multinazionale farmaceutica violentemente contestata per la propria attività e per il suo fare lobby. Jill viene aiutata da un amico completamente bendato e vestito in abiti pesanti di nome John, che si rivela essere un "trasferitore"; guardiani galattici che si occupano di collocare degli esseri alieni che finiscono per sbaglio in mondi a loro sconosciuti a causa della zona di intrusione. John trovò Jill tre mesi prima nella zona di intrusione manifestatasi a Central Park e se ne prese cura. Dando regolarmente delle pastiglie a Jill queste la trasformano lentamente in un essere umano, impedendole però di ricordare il suo passato, lasciando che sia il presente ad emergere. John spiega a Jill di non avere più molto tempo, ormai vecchio per essere andato avanti per troppi secoli nel suo lavoro, deve ultimare i preparativi per Jill prima che per lui il tempo finisca.
Horus cerca Jill per accoppiarsi con lei prima che l'immortalità gli sia tolta. Per fare questo, ha bisogno di un corpo maschile che non sia stato esposto a modificazioni genetiche, effettuate ormai su quasi tutti gli esseri umani. Lo trova nella persona di Nikopol, un prigioniero politico che ha passato gli ultimi trent'anni della sua vita in ibernazione, imprigionato per la ribellione contro l'apartheid e per aver denunciato la collusione tra il governatore e la Eugenetics Corporation.
Horus prende possesso del corpo di Nikopol per poter incontrare Jill in modo da poter avere la possibilità di avere un figlio da lei. Quando Horus / Nikopol incontra Jill, egli la seduce ed arrivati nell'abitazione di Jill i due fanno l'amore. Infine i protagonisti si trovano nella zona interdetta di Central Park.
Horus dopo aver eliminato un mostro alieno, saluta Nikopol e torna sulla sua nave spaziale, lasciando i due da soli. Come ricompensa lascia una piccola parte di se, dentro Nikopol, in modo che possa sentire la gamba di metallo come se fosse sua e non sentirne più il peso. Jill si reca a Parigi dove Nikopol la raggiunge un anno dopo sulla Tour Eiffel. Nel frattempo ella ha dato alla luce il figlio ibrido di Horus, ma ha perso ogni memoria del suo progenitore e degli eventi che l'avevano coinvolta. L'amore per Nikopol sembra tutta via essere ancora vivo in lei, poiché nel leggere il suo libro sembra rammentare qualcosa. Il bambino ibrido, in grado di trasformasi in un falco azzurro, attacca e divora un piccione. La scena si sposta sulla piramide degli dei, mentre viaggia per lo spazio. Horus nel suo sarcofago lecca del sangue presente sul suo becco, indicando un collegamento tra i due.

## Personaggi
- Jill: Una misteriosa donna dalla pelle azzurra e dai capelli blu. In apparenza sembra umana, ma in realtà è un’aliena proveniente da un altro mondo. La dottoressa Elma Turner, incuriosita da Jill, dopo averle fatto un esame, scopre che i tessuti del suo corpo corrispondono a quelli di una neonata di soli tre mesi. Jill è finita sulla Terra a causa della Zona d'Intrusione, comparsa a Central Park: un portale che funge anche da incrocio dimensionale e che, per motivi ignoti, appare occasionalmente su alcuni pianeti. John, un Trasferitore, la trovò mesi prima e si prese cura di lei. Somministrandole delle pastiglie, Jill inizia a diventare progressivamente umana, ma questi farmaci le impediscono di ricordare il suo passato. Oltre a ciò, Jill possiede misteriosi poteri: può leggere nel pensiero, lanciare sfere di energia per difendersi e ha il dono di poter procreare con un dio. Horus stesso spiega che le donne come Jill, dotate di tale capacità, sono estremamente rare nell’universo e che esse stesse non sono consapevoli dei loro poteri né del motivo per cui li possiedono. Horus spiega infine che le donne che hanno tali doni come Jill, spesso finiscono in mondi a loro estranei, anche se non se ne capisce il motivo.

- Nikopol:Un uomo ribelle, ex prigioniero politico. Fu condannato a trent'anni di ibernazione per aver scatenato, tempo prima, una rivolta contro la Eugenetics Corporation, accusandola di operare come una lobby con metodi dittatoriali. Sebbene alla fine sia stato imprigionato, gli ideali di Nikopol continuarono a diffondersi tra la popolazione, causando difficoltà all’organizzazione. Dopo ventinove anni, la sua capsula subisce un malfunzionamento, e Nikopol si risveglia bruscamente, precipitando sulla Terra e perdendo una gamba nell'impatto. Horus, giunto sulla Terra, lo trova e lo mette in salvo. Il dio riconosce che il corpo di Nikopol è perfetto per il suo scopo: unirsi a Jill e procreare. Per sostituire la gamba perduta, Horus gliene forgia una di metallo, che Nikopol può muovere come se fosse vera grazie ai poteri divini. Nel corso degli eventi, l’uomo verrà a conoscenza della natura di Horus e del suo piano.

- Horus: il dio egizio dalla testa di falco. È stato condannato dagli altri dèi per ribellione e privato dell'immortalità. Gli viene concesso di trascorrere i suoi ultimi sette giorni di vita sulla Terra, un tempo che per lui equivale all’ultimo battito del suo cuore, sotto lo sguardo di Nefertina e Anubis. Horus sà dell’esistenza di Jill sulla Terra e capisce che, tramite lei, potrebbe concepire un figlio in grado di preservare la sua immortalità. Nei primi due giorni, tenta di prendere possesso di sette uomini diversi, ma tutti muoiono perché i loro corpi, ormai troppo modificati, non sono compatibili con lui. Quando trova Nikopol, scopre che il suo corpo è sano e perfetto per il suo scopo: unirsi a Jill. Horus prova un profondo odio per Anubis, rifiutandosi persino di pronunciarne il nome e chiamandolo dispregiativamente "sciacallo". La consapevolezza di avere poco tempo lo spinge ad abusare di Jill, un atto che Nikopol disapprova profondamente. Tuttavia, alla fine, Jill rimane incinta non per costrizione, ma per un vero atto d’amore con Nikopol. Riconoscente, Horus ringrazia Nikopol per averlo salvato. Il bambino che nascerà si rivelerà legato a Horus e, grazie a lui, il dio riuscirà a mantenere la sua immortalità. Accenna che di avere contribuito alla creazione degli umani sulla terra e che le donne siano state la sua creazione più importante che abbia fatto.

- John:Misterioso individuo avvolto in abiti pesanti, con la testa interamente fasciata. Si rivela essere un Trasferitore: una sorta di guardiano cosmico che monitora l’apparizione della Zona d’Intrusione. Il compito di John è prendersi cura degli esseri che, accidentalmente, finiscono su mondi a loro estranei. Per aiutarli ad adattarsi, somministra loro speciali pillole che li trasformano gradualmente in abitanti del pianeta ospite, permettendo loro di sopravvivere lì. Questo accadde anche a Jill, quando John la trovò abbandonata a Central Park. Nonostante la sua esperienza, John ammette di non conoscere la vera origine di Jill, ma confessa di considerarla la più grande anomalia della sua lunga carriera. John rivela di essere vecchio e stanco: ha svolto questo compito per secoli e sente che il suo tempo sta per finire. Jill è destinata a essere il suo ultimo incarico, e, una volta che lui si sarà spento, altri giovani Trasferitori prenderanno il suo posto, continuando la missione. Dotato di misteriosi poteri, John è in grado di percepire la presenza di esseri non umani, è onniveggente, capace di osservare Jill senza che lei possa vederlo, e vive in una dimensione nascosta all'interno della stanza di un bar sospeso nel cosmo. Si accorge che Horus sta cercando di mettere incinta Jill per generare un figlio, ma sceglie di non interferire. Crede infatti che tra Jill e Nikopol esista un amore sincero, che considera una delle più grandi meraviglie della Terra. Intuisce inoltre che il bambino che nascerà sarà speciale. Quando la dottoressa è alla ricerca di Jill, John fa in modo di tenerla lontana.

## Produzione

### Dialoghi
Il film, pur essendo stato prodotto in Francia, utilizza attori di lingua inglese, e ogni dialogo è in inglese, tranne per alcune scene. Fatta eccezione per l'attrice Charlotte Rampling, tuttavia, la maggior parte degli attori, tra cui la star Linda Hardy, avevano le loro parti originali doppiate da altri in inglese.

## Colonna sonora
1. Horus pop mix (02:40)
2. TB bar 00 (01:29)
3. TB bar 01 (03:01)
4. Dayhux (01:29)
5. TB bar 02 (03:15)
6. Poursuite (03:08)
7. June in January (02:07) by Julie London
8. Tour FL (02:08)
9. Nikopol deux (01:27)
10. Petit Paris (01:54)
11. Nuit NYC (02:06)
12. Nikopol (01:56)
13. Nights in White Satin (04:49) by Alain Bashung
14. Jill & Nikopol Passion (03:03)
15. Levitation (01:44)
16. Nikopol Cordes (01:11)
17. Horus (02:32)
18. My Dear Friend (03:13) by Julie Delpy
19. Brooklyn Pont (01:15)
20. TB bar 03 (01:58)
21. Bureau de John (01:43)
22. Cabinet Elma (02:26)
23. Ambulance (01:04)
24. Debut (01:34)
25. Beautiful Days (07:58) by Venus